# جزيرة ديسكو
جزيرة ديسكو (باللغة الجرينلاندية كيكرتارسواك Qeqertarsuaq؛ وباللغة الدنماركية ديسكوين Diskoøen) هي جزيرة كبيرة واقعة في خليج بافن غربي جرينلاند؛ وهي ثاني أكبر جزيرة فيها. تبلغ مساحة هذه الجزيرة مقدار 8578 كيلومتر مربع؛ وهي بذلك واحدة من أكبر 100 جزيرة في العالم.

## جيولوجيا
تعد الجزيرة واحدة من المناطق النادرة في العالم الحاوية على ما يعرف باسم الحديد الأرضي، والذي ليس له أصل نيزكي.